# Zernitz-Lohm
Zernitz-Lohm è un comune di 915 abitanti del Brandeburgo, in Germania.

Appartiene al circondario dell'Ostprignitz-Ruppin ed è parte della comunità amministrativa di Neustadt (Dosse).

## Storia
Il comune di Zernitz-Lohm venne formato il 1º gennaio 1998 dall'unione dei 2 comuni di Lohm e Zernitz, che ne divennero frazioni.

## Geografia antropica

### Suddivisioni amministrative
Il territorio comunale comprende 2 centri abitati (Ortsteil):
- Lohm, con la località:
  - Krüllenkempe
- Zernitz, con le località:
  - Goldbeck
  - Koppenbrück
  - Neuendorf